# Les Deux Magots
Les Deux Magots – kawiarnia położona na paryskim bulwarze Saint-Germain, w dzielnicy Saint-Germain-des-Prés, w 6. dzielnicy, słynąca z popularności wśród literackiej oraz intelektualnej elity Paryża. Kawiarnia gościła intelektualistów i artystów, m.in. Jean-Paula Sartre’a, Simone de Beauvoir, Ernesta Hemingwaya, Alberta Camusa, Pabla Picassa i Boba Welcha.
W Les Deux Magots przyznawana jest nagroda literacka Prix des Deux Magots, której historia sięga roku 1933.
Nazwa kawiarni pochodzi od dwóch drewnianych statuetek przedstawiających chińskich akwizytorów (fr. Magots), które znajdują się na jednym z filarów kawiarni.

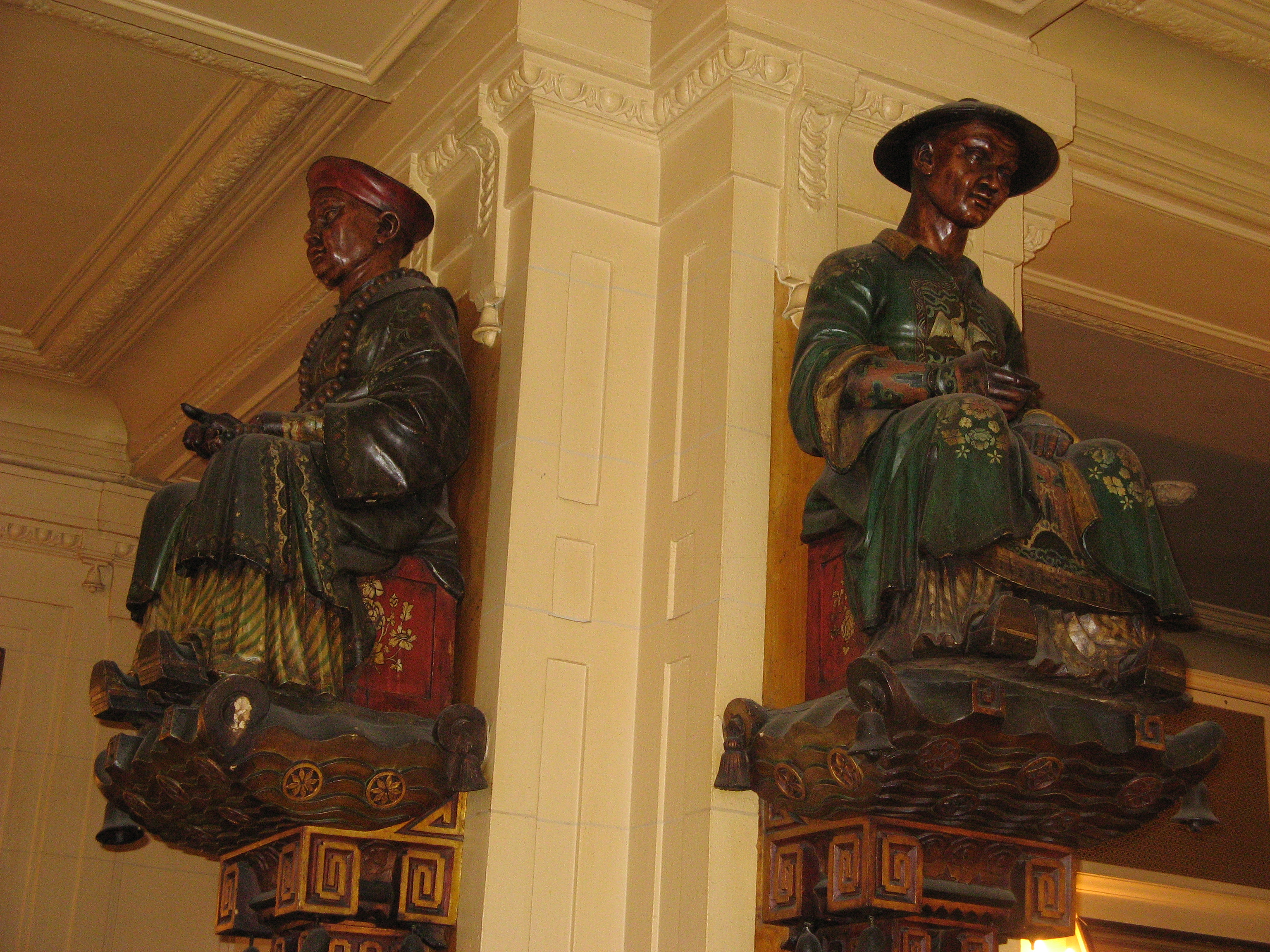
Statuetki Magots (akwizytorów) na jednym z filarów kawiarni Les Deux Magots